# Robert Cosialls
Robert Cosialls i Borràs (Sant Cugat del Vallès, 20 de desembre de 1996) és un jugador català de bàsquet vinculat al CB Bahía Sant Agustí de la Lliga LEB Or. Amb 2.04 d'alçada, la seva posició dins la pista és d'aler i pivot.
Cosialls va desenvolupar la seva carrera de base en el UE Sant Cugat, on també va començar la seva carrera sènior en la categoria Copa Catalunya. El 2018 va fitxar pel Bàsquet Girona, equip que acabava d'ascendir a la LEB Plata. Va ser el jugador amb més partits en la història del club, vivint el primer any en la tercera divisió, l'ascens a la segona categoria del bàsquet estatal i el debut en la LEB Or.
El gener de 2022 es va desvincular de l'equip gironí i va fitxar pel Palmer Alma Mediterránea Palma.